# 297
Період тетрархії у Римській імперії. У Китаї править династія Західна Цзінь, в Японії триває період Ямато. У Персії править династія Сассанідів.
На території лісостепової України Черняхівська культура. У Північному Причорномор'ї готи й сармати.

## Події
- Імператор Максиміан відганяє берберів у рідні Атлаські гори.
- Цезар Галерій готує новий похід проти персів, підсилюючи свої війська ветеранами з Дунаю та завербованим готами.

## Померли
- Святий Роман Самосатський, дата приблизна.